# James Henry Craig
James Henry Craig (ur. 1748 w Gibraltarze, zm. 12 stycznia 1812 w Londynie) – brytyjski żołnierz i administrator, gubernator generalny Brytyjskiej Kanady w latach 1807–1811.
Pochodził ze szkockiej rodziny. Był synem Hew Craiga, sędziego. W 1763 roku rozpoczął karierę wojskową, zaciągając się do 30. Regimentu Piechoty. W 1770 roku został awansowany do stopnia adiutanta. Następnie przeszedł do 47. Regimentu Piechoty. Od 1774 roku służył w tej jednostce w brytyjskich koloniach w Ameryce Północnej. Po stronie brytyjskiej brał udział w wojnie o niepodległość. W 1775 roku został ranny w bitwie pod Bunker Hill. W 1776 roku wraz ze swoim udziałem walczył z Amerykanami pod Trois-Rivières. W 1777 roku został dwukrotnie ranny. Generał-major John Burgoyne awansował go do stopnia majora 82. Regimentu Piechoty. W latach 1778–1781 James Henry Craig wraz z tą jednostką walczył w Nowej Szkocji, w Penobscot i w Północnej Karolinie. W 1781 roku został podpułkownikiem.
W 1794 roku służył w Niderlandach, gdzie został generałem-adiutantem, a później generałem-majorem. W 1795 roku w Kolonii Przylądkowej walczył z Holendrami. Od tego roku do 1797 był brytyjskim gubernatorem Kolonii Przylądkowej.
Następnie otrzymał Order Łaźni i został wysłany do Indii. W styczniu 1801 roku został generałem broni, a następnie powrócił do Anglii. Przez trzy lata był dowódcą Eastern District. W 1805 roku, mimo słabego zdrowia, został wysłany przez brytyjski rząd do regionu Morza Śródziemnego. Jako dowódca korpusu ekspedycyjnego we Włoszech miał połączyć się z armią rosyjską. Po bitwach pod Ulm i Austerlitz plany te okazały się nie do zrealizowania i Craig musiał wycofać się na Sycylię. Ze względów zdrowotnych w 1806 roku powrócił do Anglii.
W 1807 roku został mianowany gubernatorem Brytyjskiej Ameryki Północnej, zastępując na tym stanowisko Roberta Shore’a Milnesa. 18 października tego roku James Henry Craig dotarł do Québecu. Od początku urzędowania nowy gubernator borykał się ze zdrowotnymi problemami.
Craig obejmował swój urząd w krytycznym momencie dla nowej kolonii. Frankofoni, choć ich sytuacja znacznie się poprawiła, oczekiwali znacznie więcej. Brytyjscy mieszkańcy kolonii liczyli na rozwój sytuacji w przeciwnym kierunku. Nowy gubernator musiał manewrować pomiędzy obiema społecznościami, dążąc jednocześnie do asymilacji frankofonów w społeczeństwie kolonii.
Główną jednak troską nowego gubernatora były sprawy militarne. Wzrastające napięcie pomiędzy Wielką Brytanią a Stanami Zjednoczonymi groziło wybuchem, który ostatecznie nastąpił już po zakończeniu kadencji Craiga. Poświęcił on wiele uwagi przygotowaniu kolonii do obrony, a przede wszystkim rozbudowy sieci fortyfikacji. Rozumiał też, że wynik ewentualnej wojny będzie w dużej mierze zależał od postawy Indian, starał się więc utrzymywać z nimi jak najlepsze stosunki.